# Саддл-Бютт (Монтана)
Саддл-Бютт (англ. Saddle Butte) — переписна місцевість (CDP) в США, в окрузі Гілл штату Монтана. Населення — 151 особа (2020).

## Географія
Саддл-Бютт розташований за координатами 48°31′25″ пн. ш. 109°38′51″ зх. д. / 48.52361° пн. ш. 109.64750° зх. д. (48.523683, -109.647421).  За даними Бюро перепису населення США в 2010 році переписна місцевість мала площу 7,11 км², уся площа — суходіл. В 2017 році площа становила 6,50 км², уся площа — суходіл.

## Демографія
Згідно з переписом 2010 року, у переписній місцевості мешкало 128 осіб у 50 домогосподарствах у складі 40 родин. Густота населення становила 18 осіб/км².  Було 50 помешкань (7/км²).
Расовий склад населення:
| - 95,3 % — білих - 3,9 % — осіб інших рас |

До двох чи більше рас належало 0,8 %. Частка іспаномовних становила 4,7 % від усіх жителів.
За віковим діапазоном населення розподілялося таким чином: 25,0 % — особи молодші 18 років, 68,0 % — особи у віці 18—64 років, 7,0 % — особи у віці 65 років та старші. Медіана віку мешканця становила 44,0 року. На 100 осіб жіночої статі у переписній місцевості припадало 109,8 чоловіків;  на 100 жінок у віці від 18 років та старших — 108,7 чоловіків також старших 18 років.
Середній дохід на одне домашнє господарство  становив 82 571 долар США (медіана — 93 359), а середній дохід на одну сім'ю — 84 255 доларів (медіана — 76 442). За межею бідності перебувало 2,3 % осіб, у тому числі 0,0 % дітей у віці до 18 років та 0,0 % осіб у віці 65 років та старших.
Цивільне працевлаштоване населення становило 38 осіб. Основні галузі зайнятості: роздрібна торгівля — 23,7 %, освіта, охорона здоров'я та соціальна допомога — 21,1 %, сільське господарство, лісництво, риболовля — 21,1 %.